# San Francisco (Scott McKenzie)
| Recensione | Giudizio |
| ---------- | -------- |
| AllMusic   |          |

San Francisco è un album raccolta di Scott McKenzie del 1974.

## Tracce
1. San Francisco (Be Sure to Wear Flowers in Your Hair) – 2:59 (John Phillips)
2. Celeste – 3:31
3. It's Not Time Now – 2:48 (John Sebastian, Zal Yanovsky)
4. What's the Difference (Chapter 2) – 2:42 (Scott McKenzie)
5. Reason to Believe – 2:23 (Tim Hardin)
6. Like an Old Time Movie – 3:17 (John Phillips)
7. No, No, No, No, No – 2:51 (Geoff Stephens)
8. Don't Make Promises – 0:55 (Tim Hardin)
9. Twelve Thirty – 3:18 (John Phillips)
10. Rooms – 3:29 (John Phillips)
11. What's the Difference (Chapter 1) – 2:18 (Scott McKenzie)